# Liste der Mitglieder der Ernannten Bremischen Bürgerschaft
Die Ernannte Bremische Bürgerschaft tagte vom 6. April 1946 bis zum November 1946.
Die Ernannte Bremische Bürgerschaft wurde nach dem Zweiten Weltkrieg durch die amerikanische Militärregierung eingesetzt. Sie war die Vorgängerin der ersten gewählten Bremischen Bürgerschaft der Freien Hansestadt Bremen. Mit dem erstmaligen Zusammentreten des ersten gewählten Parlaments am 28. November 1946 endete die Aufgabe der Ernannten Bürgerschaft.

## Mandate
Es wurden 60 Abgeordnete ernannt.
| Partei      | Anteil  | Mandate |
| ----------- | ------- | ------- |
| SPD         | um 43 % | 26-28   |
| CDU         | um 5 %  | 2-3     |
| BDV         | um 33 % | 18-20   |
| KPD         | um 16 % | 10-11   |
| Unabhängige | um 5 %  | 2-3     |

Hinweise: Die Bremer Demokratische Volkspartei (BDV) wurde 1951 Teil der Freien Demokratischen Partei (FDP). Bremerhaven wurde erst 1947 Teil des Landes Bremen.

## Abgeordnete
Hinweis: Ein Abgeordneter fehlt. In der Liste sind 10 stimmberechtigte Senatoren enthalten
| Name                    | Partei         | Anmerkungen                                                                                 |
| ----------------------- | -------------- | ------------------------------------------------------------------------------------------- |
| Richard Ahlers          | CDU            | am 15. Juli 1946 Mandat aberkannt auf Weisung der Militärregierung, kein Nachfolger ernannt |
| Hermann Apelt           | BDV            | Senator                                                                                     |
| Friedrich Behrens       | BDV            |                                                                                             |
| Josef Böhm              | SPD            |                                                                                             |
| Andree Bölken           | Unabhängig/CDU | Senator                                                                                     |
| Hermann Borchers        | BDV            |                                                                                             |
| Albert Bote             | BDV            | Fraktionsvorsitzender                                                                       |
| Albert Böttcher         | SPD            |                                                                                             |
| Heinrich Dietrich       | KPD            | Schriftführer                                                                               |
| Friedrich Düßmann       | SPD            | Schriftführer                                                                               |
| Adolf Ehlers            | KPD            | ab 18. Mai 1946 SPD, Senator                                                                |
| Irmgard Enderle-Rasch   | SPD            |                                                                                             |
| Friedrich Entholt       | BDV            |                                                                                             |
| Willy Ewert             | SPD            |                                                                                             |
| Albert Götze            | SPD            |                                                                                             |
| Hans Hackmack           | SPD            |                                                                                             |
| August Hagedorn         | SPD            | Fraktionsvorsitzender                                                                       |
| Gustav Wilhelm Harmssen | Unabhängig     | Senator                                                                                     |
| Arthur Haupt            | SPD            |                                                                                             |
| Albert Häusler          | KPD            | Vizepräsident bis 15. August 1946, danach Senator                                           |
| Erhard Heldmann         | BDV            |                                                                                             |
| August Hitzfeld         | BDV            |                                                                                             |
| Heinrich Hollmann       | BDV            | Schriftführer                                                                               |
| Paul Hug                | SPD            |                                                                                             |
| Willi Hundt             | SPD            |                                                                                             |
| Ferdinand Husung        | SPD            |                                                                                             |
| Wilhelm Kaisen          | SPD            | Präsident                                                                                   |
| Alfred Kirchhoff        | BDV            |                                                                                             |
| Ludwig Klatte           | SPD            |                                                                                             |
| Wilhelm Knigge          | KPD            |                                                                                             |
| Franz Kommer            | BDV            |                                                                                             |
| Albert Krohn            | KPD            |                                                                                             |
| Heinrich Kröplin        | SPD            |                                                                                             |
| Karl-Heinz Lange        | BDV            |                                                                                             |
| Wilhelm Linke           | SPD            |                                                                                             |
| Hermann Lücke           | SPD            |                                                                                             |
| Johann Meierdierks      | BDV            |                                                                                             |
| Hermann Mester          | SPD            |                                                                                             |
| Wilhelm Meyer-Buer      | KPD            |                                                                                             |
| Walter Müller           | BDV            |                                                                                             |
| Bernhard Noltenius      | BDV            |                                                                                             |
| Wilhelm Nolting-Hauff   | Unabhängig     | Senator                                                                                     |
| Christian Paulmann      | SPD            | Senator                                                                                     |
| Käthe Popall            | KPD            | Schriftführerin bis 15. August 1946, Senatorin                                              |
| Richard Pürschel        | BDV            |                                                                                             |
| Rudolf Rafoth           | KPD            | Fraktionsvorsitzender                                                                       |
| Walter Rother-Romberg   | SPD            |                                                                                             |
| Max Schimmeck           | KPD            | Vizepräsident                                                                               |
| Wilhelm Schneider       | SPD            |                                                                                             |
| Heinz Schramm           | KPD            |                                                                                             |
| Willy Schramm           | SPD            |                                                                                             |
| Friedrich Schulze       | BDV            | nach 1946 CDU, Vizepräsident                                                                |
| Oskar Schulze           | SPD            |                                                                                             |
| Theodor Spitta          | BDV            | Senator                                                                                     |
| Anna Stiegler           | SPD            | Schriftführerin                                                                             |
| Emil Theil              | SPD            | Senator                                                                                     |
| Friedrich Wehner        | BDV            |                                                                                             |
| Martin-Heinrich Wilkens | BDV            |                                                                                             |
| Julius-Heinrich Wimmer  | BDV            |                                                                                             |
| Hermann Wolters         | KPD            | ab 18. Mai 1946 SPD, Senator                                                                |